# Holandês Voador
Holandês Voador (em neerlandês:  De Vliegende Hollander; 
em inglês:  Flying Dutchman) é um lendário navio-fantasma, supostamente nunca capaz de atracar no porto e condenado a navegar pelo mar para sempre. É provável que os mitos e as histórias de fantasmas tenham tido origem na Idade de Ouro da Companhia Holandesa das Índias Orientais (VOC) do século XVII e do poder marítimo holandês.
A versão mais antiga conhecida da lenda data do final do século XVIII. Segundo a lenda, se fosse atracado por outro navio, a tripulação do Holandês Voador poderia tentar enviar mensagens para terra ou para pessoas mortas há muito tempo. Avistamentos relatados nos séculos XIX e XX alegaram que o navio brilhava com uma luz fantasmagórica. Na tradição oceânica, a visão deste navio fantasma funciona como um presságio de desgraça. Acreditava-se comumente que o Holandês Voador era um navio de carga do século XVII conhecido como filibote.

## Origens da lenda

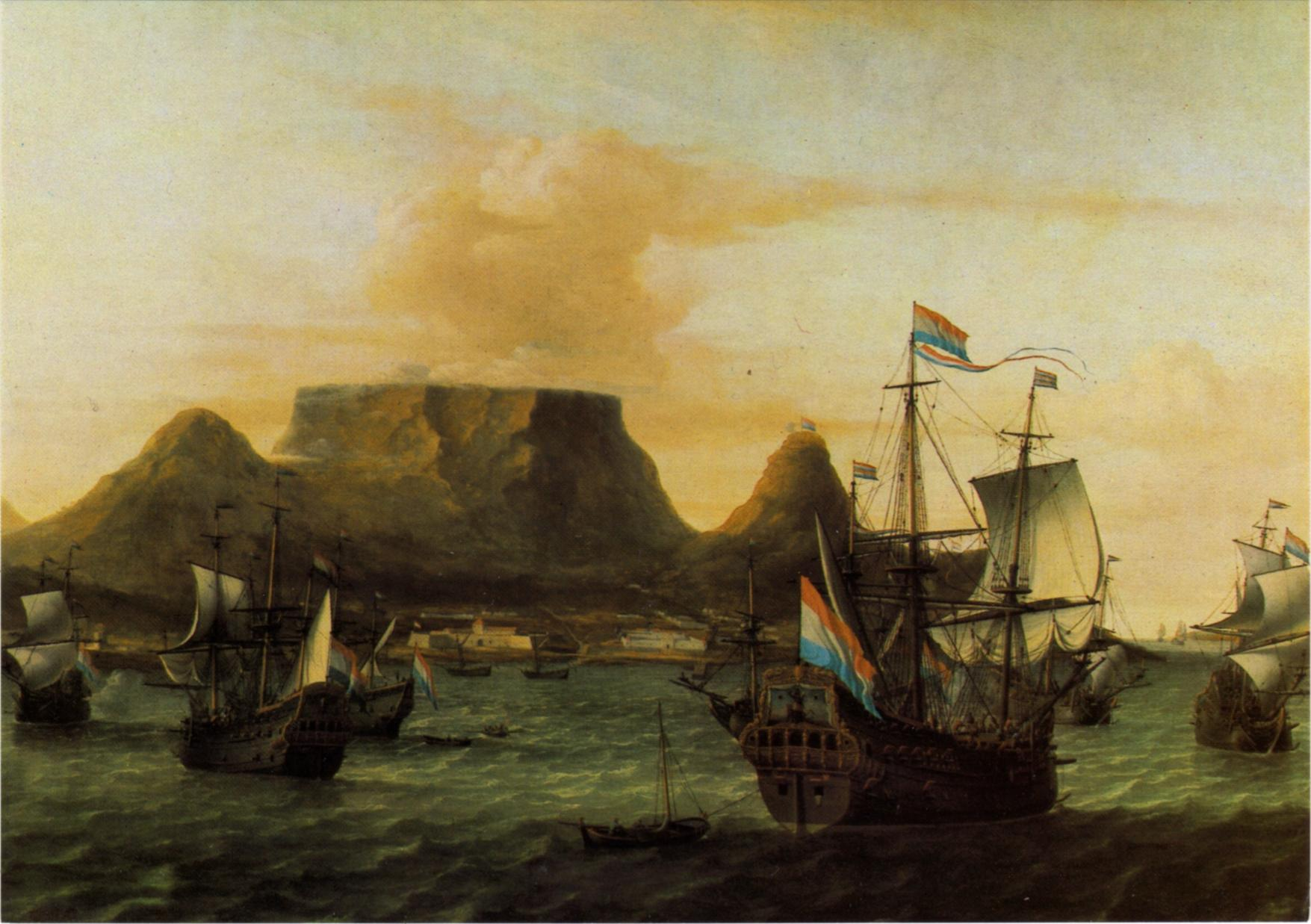
Vista da Baía da Mesa (com vista para Kaapstad, Colônia Holandesa do Cabo) com navios da Companhia Holandesa das Índias Orientais, c. 1683. No século XVII, o tamanho da frota mercante holandesa provavelmente excedia as frotas combinadas da Inglaterra, França, Espanha, Portugal e dos Estados alemães.

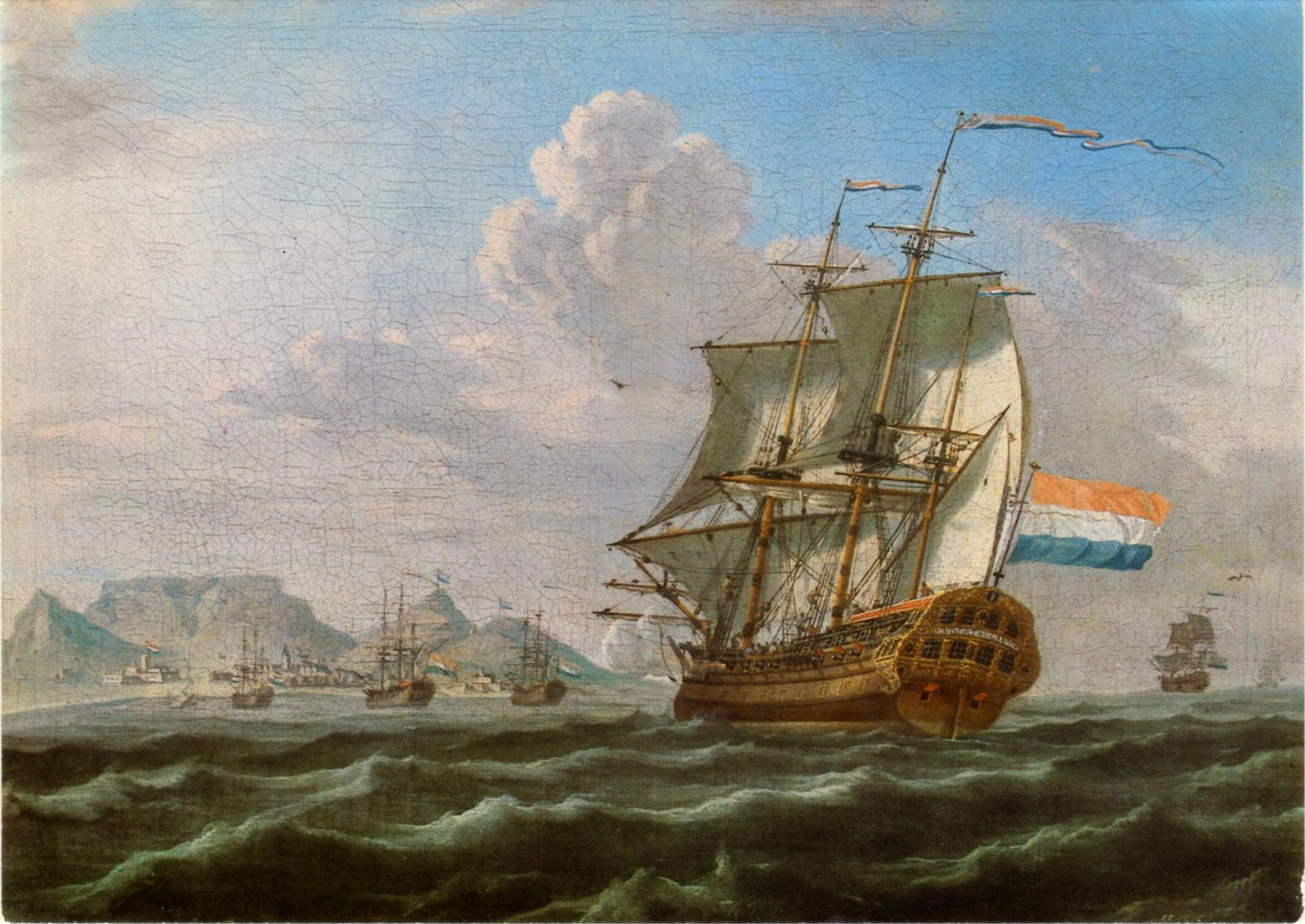
Uma pintura do século XVIII de um navio da VOC com a Montanha da Mesa ao fundo, usada pelos navegadores como ponto de referência para navegar ao redor do extremo sul da África

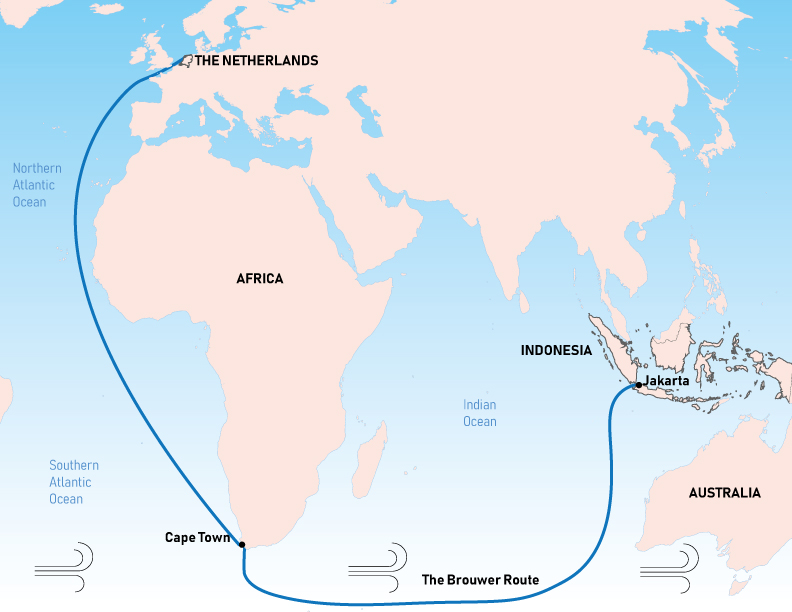
Na Era da Vela, a Rota Brouwer, idealizada pelo navegador holandês Hendrik Brouwer em 1611, reduziu muito a viagem entre o Cabo da Boa Esperança e Java (Índias Orientais Holandesas) de quase 12 meses para cerca de 6 meses, em comparação com a rota anterior das monções árabes e portuguesas.

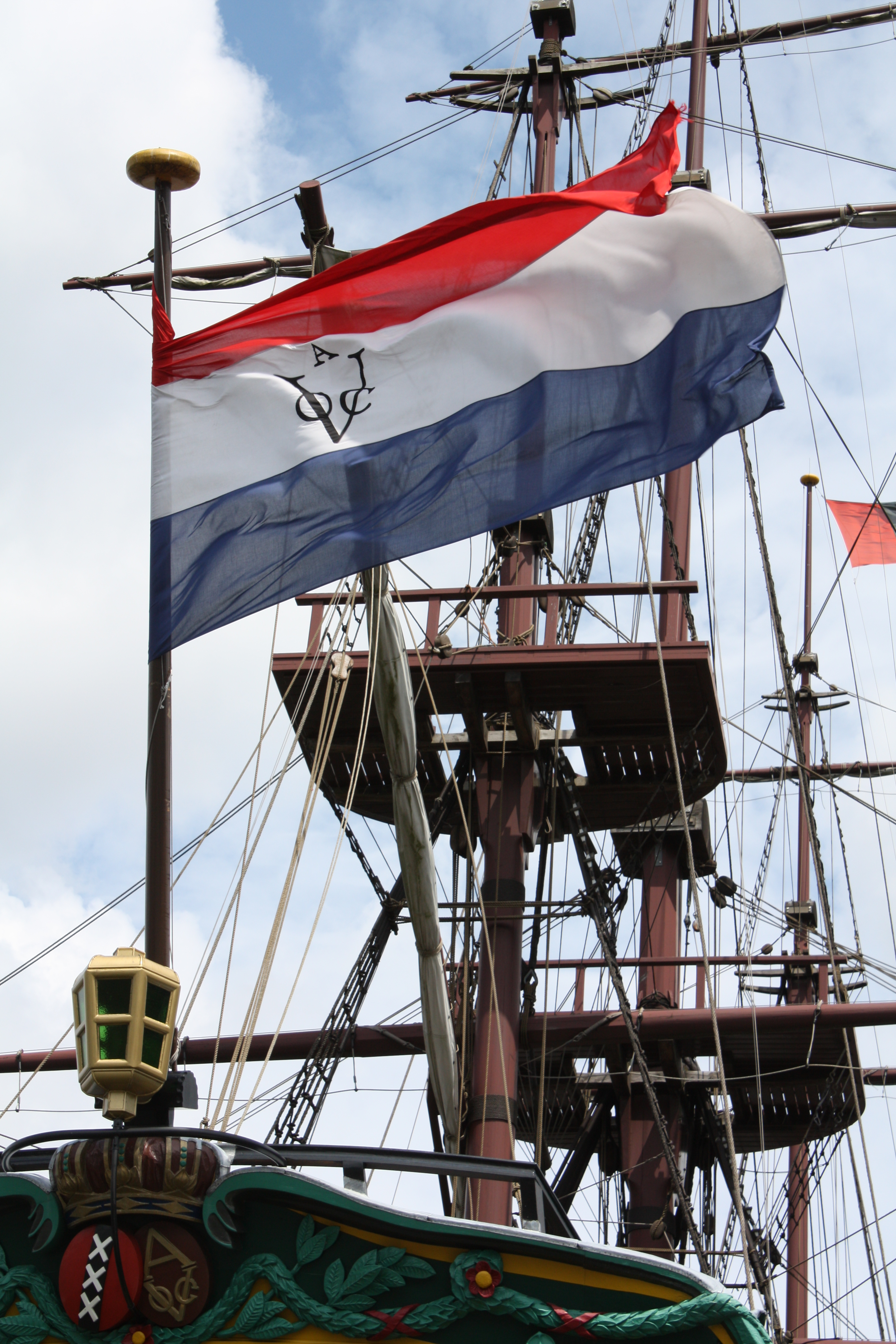
Réplica de um navio das Índias Orientais da Companhia Holandesa das Índias Orientais / Companhia das Índias Orientais Unidas (VOC). A lenda do Holandês Voador provavelmente teve origem na era de ouro da VOC no século XVII.

A primeira referência impressa conhecida ao navio aparece em Viagens em várias partes da Europa, Ásia e África durante uma série de trinta anos e mais (1790) por John MacDonald:

O tempo estava tão tempestuoso que os marinheiros disseram ter visto o “Holandês Voador”. A história mais comum é que esse “holandês” chegou ao Cabo da Boa Esperança em meio a um mau tempo e queria chegar ao porto, mas não conseguiu um capitão para conduzi-lo e se perdeu e, desde então, em condições climáticas muito ruins, sua visão aparece.
A próxima referência literária aparece no Capítulo VI de A Voyage to Botany Bay (1795) (também conhecido como A Voyage to New South Wales ), atribuído a George Barrington (1755–1804):

Eu sempre ouvi falar da superstição dos marinheiros com relação a aparições e desgraças, mas nunca dei muito crédito ao relato. Parece que, há alguns anos, um navio de guerra holandês se perdeu ao largo do Cabo da Boa Esperança e todos a bordo pereceram; seu companheiro resistiu ao vendaval e chegou logo depois ao Cabo. Depois de se reequiparem e retornarem à Europa, foram atacados por uma violenta tempestade quase na mesma latitude. Durante a vigília noturna, algumas pessoas viram, ou imaginaram ter visto, uma embarcação que se aproximava deles sob uma pressão de velas, como se fosse atropelá-los: um deles, em particular, afirmou que era o navio que havia naufragado no vendaval anterior e que certamente deveria ser ele, ou uma aparição dele; mas ao clarear, o objeto, uma nuvem escura e espessa, desapareceu. Nada poderia eliminar a ideia desse fenômeno na mente dos marinheiros; e, ao relatarem as circunstâncias quando chegaram ao porto, a história se espalhou como fogo selvagem, e o suposto fantasma foi chamado de “Holandês Voador”. Os marinheiros ingleses adquiriram a paixão pelos holandeses e há pouquíssimos navios indianos que têm alguém a bordo que alega ter visto a aparição.
A próxima referência literária introduz o motivo da punição por um crime, em Scenes of Infancy (Edimburgo, 1803) de John Leyden (1775–1811):

É uma superstição comum entre os marinheiros que, nas altas latitudes do sul, na costa da África, os furacões são frequentemente iniciados pelo aparecimento de um navio-fantasma, denominado “Holandês Voador”. Supõe-se que a tripulação dessa embarcação tenha sido culpada de algum crime terrível, na infância da navegação, e que tenha sido acometida de peste... e que ainda esteja condenada a atravessar o oceano em que pereceu, até que expire o período de sua penitência.
Thomas Moore (1779–1852) situa o navio no Atlântico Norte em seu poema escrito ao passar pela Ilha do Homem Morto no Golfo de St. Lawrence, no final da noite, em setembro de 1804: "Deslizando rápido, um barco sombrio / Suas velas estão cheias, embora o vento esteja parado, / E não sopra um sopro para encher suas velas." Uma nota de rodapé acrescenta: "Os versos acima foram sugeridos por uma superstição muito comum entre os marinheiros, que chamam este navio fantasma, eu acho, de 'o holandês voador'."
Segundo algumas fontes, o capitão holandês do século XVII, Bernard Fokke, é a inspiração para o capitão do navio-fantasma. Fokke era famoso pela velocidade de suas viagens dos Países Baixos para Java e era suspeito de feito um pacto com o Diabo. A primeira versão da lenda como uma história que se passa no Cabo da Boa Esperança e que foi impressa na Blackwood's Edinburgh Magazine em maio de 1821. Esta história nomeia o capitão do Holandês como Hendrick van der Decken e introduz os motivos (elaborados por escritores posteriores) de cartas endereçadas a pessoas mortas há muito tempo sendo oferecidas a outros navios para entrega, mas se aceitas trarão infortúnio; e o capitão tendo jurado dobrar o Cabo da Boa Esperança, embora isso devesse levar até o dia do julgamento.

Ela era uma embarcação de Amsterdã e partiu do porto há setenta anos. O nome de seu capitão era Van der Decken. Ele era um marinheiro convicto e fazia o que queria, a despeito do diabo. Por tudo isso, nenhum marinheiro sob seu comando teve motivos para reclamar, embora ninguém saiba como é a vida a bordo. A história é a seguinte: ao dobrarem o Cabo, eles passaram um longo dia tentando superar a Baía da Mesa. No entanto, o vento os estava impedindo e cada vez mais contra eles, e Van der Decken andava pelo convés, xingando o vento. Logo após o pôr do sol, um navio o interpelou, perguntando se ele não pretendia entrar na baía naquela noite. Van der Decken respondeu: “Que eu seja eternamente amaldiçoado se o fizer, embora deva ficar por aqui até o dia do julgamento”. E, com certeza, ele nunca entrou naquela baía, pois acredita-se que ele ainda continua a navegar por esses mares, e o fará por muito tempo. Essa embarcação nunca é vista sem que o mau tempo a acompanhe.

## Relatos de supostos avistamentos

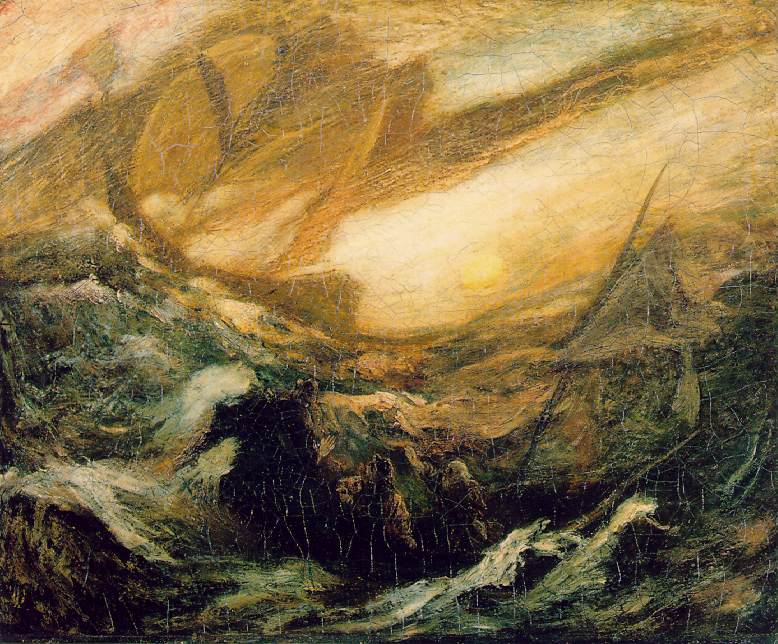
O Holandês Voador por Albert Pinkham Ryder.

Houve muitos relatos ou supostos avistamentos nos séculos XIX e XX. Um avistamento bem conhecido foi o do então Príncipe de Gales e futuro Rei George V. Ele estava em uma viagem de três anos durante sua adolescência tardia em 1880 com seu irmão mais velho, Príncipe Alberto Vítor de Gales e seu tutor John Neill Dalton. Eles embarcaram temporariamente para HMS Inconstant após o leme danificado ter sido reparado em seu navio original, a corveta Bacchante de 4 mil toneladas. O diário de bordo do príncipe (indeterminado quanto a qual príncipe, devido à edição posterior antes da publicação) registra o seguinte para as horas que antecedem o amanhecer de 11 de julho de 1881, na costa da Austrália :

11 de julho. Às 4 horas da manhã, o “Holandês Voador” cruzou nossas proas. Uma estranha luz vermelha, como a de um navio-fantasma, brilhava, em meio à qual os mastros, mastros e velas de um brigue a 200 jardas de distância se destacavam em grande relevo quando ele surgiu na proa a bombordo, onde também o oficial de quarto da ponte o viu claramente, assim como o aspirante do quarto de convés, que foi enviado imediatamente para o castelo de proa; mas, ao chegar lá, não havia nenhum vestígio ou sinal de qualquer navio material que pudesse ser visto perto ou bem longe no horizonte, pois a noite estava clara e o mar calmo. Ao todo, treze pessoas o viram ... Às 10h45, o marinheiro comum que havia reportado o “Holandês Voador” nesta manhã caiu dos caibros do mastro de proa sobre o castelo de proa e foi despedaçado.

## Explicações
Provavelmente a explicação mais credível é uma miragem ou Fata Morgana vista no mar:

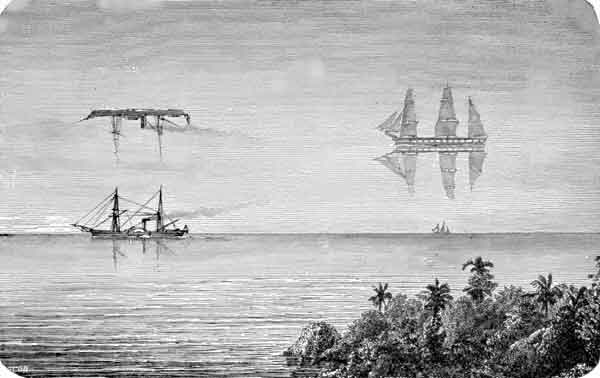
Ilustração de livro mostrando miragens superiores de dois barcos

Logo se espalhou pela embarcação a notícia de que um navio-fantasma com uma tripulação fantasmagórica estava navegando no ar sobre um oceano fantasma, e que isso era um mau presságio, e significava que nenhum deles jamais veria terra novamente. O capitão foi informado da história maravilhosa e, ao subir ao convés, explicou aos marinheiros que essa estranha aparência era causada pelo reflexo de algum navio que navegava na água abaixo da imagem, mas que a uma distância tal que eles não conseguiam vê-lo. Havia certas condições na atmosfera, ele disse, quando os raios do sol podiam formar uma imagem perfeita no ar de objetos na Terra, como as imagens que vemos no vidro ou na água, mas elas geralmente não eram verticais, como no caso deste navio, mas invertidas — viradas de baixo para cima. Essa aparição no ar é chamada de miragem. Ele disse a um marinheiro para subir até o topo e olhar além do navio-fantasma. O homem obedeceu e relatou que podia ver na água, abaixo do navio no ar, um exatamente igual a ele. Nesse momento, outro navio foi visto no ar, só que este era um navio a vapor, e estava de cabeça para baixo, como o capitão havia dito que essas miragens geralmente apareciam. Logo depois, o próprio navio a vapor apareceu. Os marinheiros estavam agora convencidos e nunca mais acreditaram em navios-fantasmas.
Outro efeito óptico conhecido como "looming" ocorre quando raios de luz são curvados em diferentes índices de refração. Isso poderia fazer com que um navio próximo ao horizonte parecesse içado no ar.

## Na cultura popular

### Literatura
O poema de 1797-98 de Samuel Taylor Coleridge, The Rime of the Ancient Mariner, contém um relato semelhante de um navio-fantasma, que pode ter sido influenciado pelo conto do Holandês Voador. Um dos primeiros contos do Holandês Voador foi intitulado Vanderdecken's Message Home; or, the Tenacity of Natural Affection e foi publicado em Blackwood's em 1821. John Boyle O'Reilly escreveu um poema intitulado The Flying Dutchman (1867). Foi publicado pela primeira vez em The Wild Goose, um jornal manuscrito produzido por condenados fenianos transportados para a Austrália Ocidental.
O poeta holandês J. Slauerhoff publicou uma série de poemas relacionados, particularmente em seu volume de 1928, Eldorado. A história de Ward Moore de 1951, Flying Dutchman, usou o mito como uma metáfora para um bombardeiro automatizado que continua a voar sobre uma Terra onde a humanidade há muito tempo destruiu totalmente a si mesma e toda a vida em uma guerra nuclear. O autor britânico Brian Jacques escreveu uma trilogia de romances de fantasia/jovens adultos sobre dois membros relutantes da tripulação do Holandês Voador, um menino e seu cachorro, a quem um anjo encarrega de ajudar os necessitados. O primeiro romance foi intitulado Castaways of the Flying Dutchman (2001); o segundo foi intitulado The Angel's Command (2003), e o terceiro foi intitulado Voyage of Slaves (2006).

### Ópera e teatro

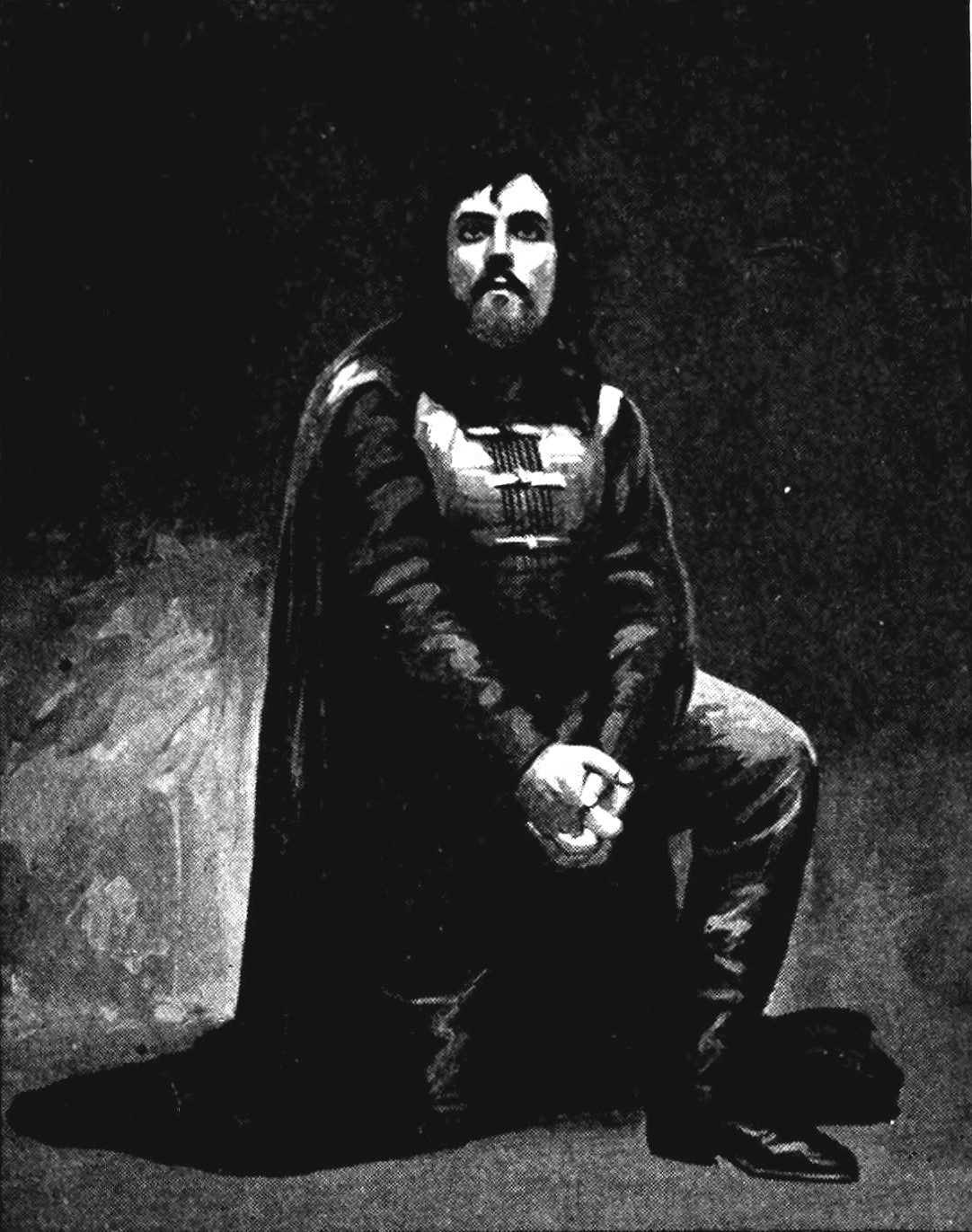
Representação da Ópera Der fliegende Holländer de Richard Wagner

A história foi adaptada para o melodrama inglês The Flying Dutchman; or the Phantom Ship: a Nautical Drama, em três atos (1826) por Edward Fitzball, com música de George Rodwell. 
A ópera Der fliegende Holländer (1843), de Richard Wagner, é uma adaptação de um episódio do romance satírico de Heinrich Heine, As Memórias do Senhor von Schnabelewopski (Aus den Memoiren des Herrn von Schnabelewopski) (1833), no qual um personagem assiste a uma apresentação teatral da peça em Amsterdã. Heine usou a lenda pela primeira vez em seu Reisebilder: Die Nordsee (Imagens de viagens: o Mar do Norte) (1826), que simplesmente repete as características da revista Blackwood's Magazine, onde o navio é visto em uma tempestade e envia cartas endereçadas a pessoas há muito mortas.
Pierre-Louis Dietsch compôs uma ópera Le vaisseau fantôme, ou Le maudit des mers (O Navio Fantasma, ou O Maldito do Mar), que foi apresentada pela primeira vez em 9 de novembro de 1842 na Ópera de Paris. O libreto de Paul Foucher e H. Révoil foi baseado em O Pirata, de Walter Scott, bem como no romance O Navio Fantasma, de Frederick Marryat, e outras fontes, embora Wagner tenha pensado que era baseado no cenário de sua própria ópera, que ele tinha acabado de vender para a Ópera. A semelhança da ópera de Dietsch com a de Wagner é pequena, embora a afirmação de Wagner seja frequentemente repetida. Berlioz considerou Le vaisseau fantôme muito solene, mas outros críticos foram mais favoráveis.

### Artes
O Holandês Voador foi capturado em pinturas de Albert Ryder, agora no Museu de Arte Americana Smithsonian, e por Howard Pyle, cuja pintura do Holandês Voador está em exibição no Museu de Arte de Delaware.

### Cinema

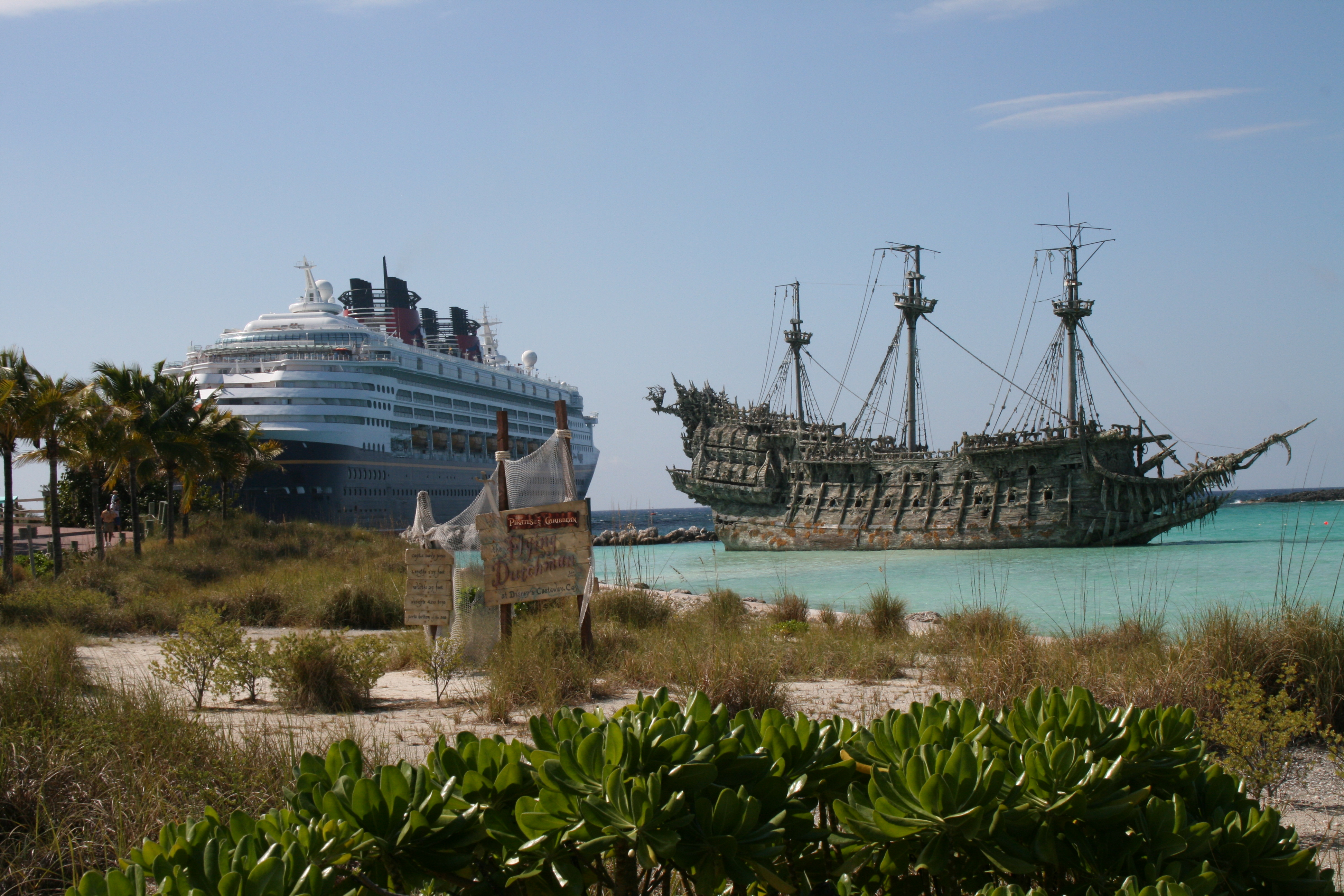
O Holandês Voador cenográfico da Disney usado em Piratas do Caribe atracado no terminal de cruzeiros de Castaway Cay

A história foi dramatizada no filme Pandora and the Flying Dutchman, de 1951, estrelado por James Mason e Ava Gardner  Nesta versão, o Holandês Voador é um homem, não um navio, e a ação principal acontece na costa mediterrânea da Espanha durante o verão de 1930. Séculos antes, o holandês havia matado sua esposa, acreditando erroneamente que ela era infiel. Em seu julgamento, ele não se arrependeu e amaldiçoou a Deus. A Providência o condenou a vagar pelos mares até que ele encontrasse o verdadeiro significado do amor. No único ponto da trama retirado de versões anteriores da história, uma vez a cada sete anos, o holandês tem permissão para desembarcar por seis meses para procurar uma mulher que o ame o suficiente para morrer por ele, libertando-o de sua maldição, e ele a encontra em Pandora, interpretada por Gardner.
A franquia Piratas do Caribe apresenta um navio chamado Flying Dutchman. Ele fez suas primeiras aparições em Piratas do Caribe: O Baú da Morte (2006) e Piratas do Caribe: No Fim do Mundo (2007), capitaneado por Davy Jones até que seu coração foi esfaqueado por Will Turner, que se tornou o novo capitão do Dutchman. Em uma história parcialmente inspirada na ópera de Richard Wagner, ele pode pisar em terra firme uma vez a cada dez anos e, a qualquer momento, se encontrar um amor verdadeiro, seu apego ao navio será quebrado. Embora se acreditasse que a maldição de Will foi suspensa após a cena pós-créditos "Dez anos depois" de No Fim do Mundo, Will ainda foi amaldiçoado a bordo do Holandês Voador mais de 20 anos depois em Piratas do Caribe: A Morte Não Conta (2017).